# Muhammad ibn Nasr
Muhámmad ibn Yúsuf ibn Nasr (en árabe: محمد بن نصر‎; Arjona, 1194 – Granada, 1273) fue el primer rey del Reino de Granada y como tal fundador de la dinastía de los nazaríes.
Gobernó entre 1238 y 1273 como Muhámmad I con el sobrenombre de al-Ġālib bi-l-Lāh (الغالب بالله, 'el campeón por la gracia de Dios'), aunque sería más conocido como Ibn al-Aḥmar, castellanizado Alhamar (الأحمر, 'El Rojo'), por la coloración roja de su barba.

## Biografía

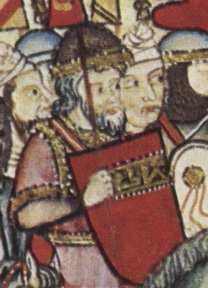
Con escudo rojo en las Cantigas de Santa María.

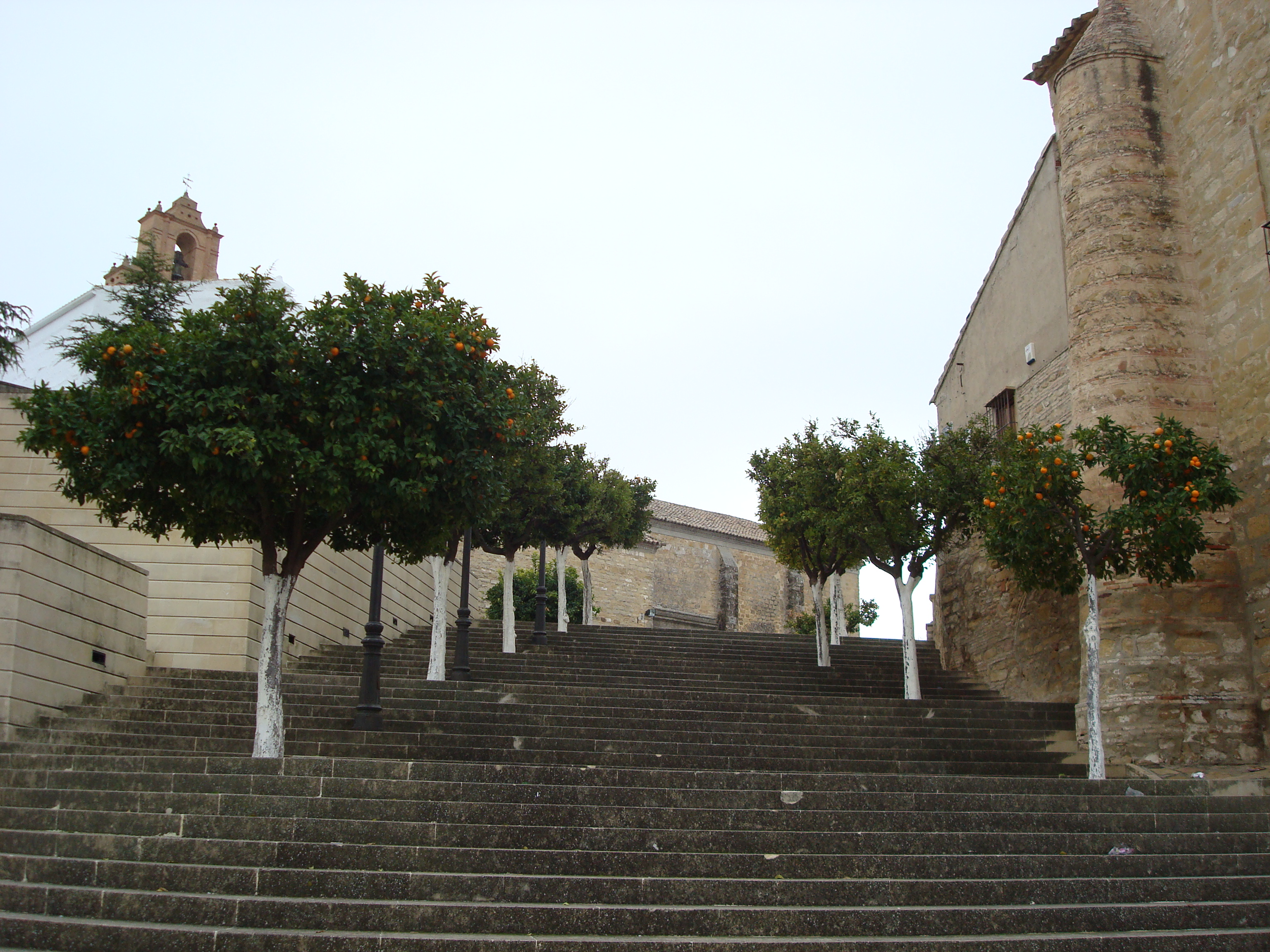
Vista de Arjona.

### Orígenes
Descendiente por línea paterna de la familia de los Banu Nasr, conocido por el apodo Ibn al-Ahmar ("el descendiente del Bermejo"), que afirmaba proceder de uno de los compañeros que siguieron al profeta Mahoma durante la hégira, se asentaron en la taifa de Zaragoza, donde permanecieron hasta 1118, cuando fue conquistada por el rey aragonés Alfonso I, obligando a los Banu Nasr a trasladarse a Arjona donde, en 1194, nacería el futuro Muhámmad I.

### Sultán de Arjona
En 1212, a raíz de la batalla de las Navas de Tolosa el poder de los almohades empieza a declinar, dando origen a los llamados Terceros reinos de Taifas, entre los que destacará la taifa de Murcia creada en 1228 y que, bajo el mandato de Ibn Hud, extenderá su dominio sobre todo Al-Ándalus, con excepción de las taifas de Valencia y Niebla.
Muhámmad ibn Nasr, aunque dedicado a la agricultura (la General Estoria de Ibn al-Jatib recoge que heredó de sus padres extensos dominios «que cultivaba con sus propias manos»), alcanzó reconocimiento y prestigio en su ciudad natal al encabezar operaciones militares de defensa de la frontera ante las incursiones cristianas.
Estas incursiones cristianas y las continuas derrotas que sufren las tropas de Ibn Hud provocan el malestar de la población contra este y son aprovechadas por Muhámmad ibn Nasr para alzarse, con el apoyo de su familia encabezada por su tío Yahya ibn Nasr y de los Banu Isqalyula con los que se halla emparentado por matrimonio, el 16 de julio de 1232 contra el rey de la taifa de Murcia y proclamarse sultán de la taifa de Arjona que habrá de ser el germen del futuro reino nazarí de Granada.
Inmediatamente inicia la expansión territorial tomando Guadix, Baza y Jerez de la Frontera. Las conquistas continúan en 1233 con la toma de Úbeda, Porcuna, Córdoba y Jaén, ciudad esta a donde trasladará su capital.
Su siguiente objetivo es hacerse con la taifa de Sevilla, para lo cual firma una alianza con su rey Muhámmad al-Bayi, quien se ha hecho con el poder tras destronar al hermano de Ibn Hud, y a quien logran derrotar en su intento por reconquistar la ciudad. Tras hacer asesinar al monarca sevillano, Muhámmad ibn Nasr sitúa como gobernante de Sevilla a su pariente Alí ben Isqalyula, quien tras solo un mes en el poder se verá obligado a huir cuando los sevillanos optan por reconocer como rey a Ibn Hud, el cual en 1235 había reconquistado Córdoba y, en 1234, había conseguido que el califa de Bagdad lo reconociera oficialmente como gobernante de todo Al-Ándalus. 
Las pérdidas territoriales y el respaldo político logrado por su rival, al ser reconocido como el gobernador de Al-Ándalus, obligan a Muhámmad ibn Nasr a rendir homenaje a Ibn Hud, reconociéndolo como emir y prestándole vasallaje a cambio de ser reconocido como señor de Arjona, Jaén y Porcuna.

### Rey de Granada
Esta situación cambiará cuando, en 1236, Ibn Hud rinde la ciudad de Córdoba al rey castellano Fernando III declarándole vasallaje. Los altos impuestos que se compromete a pagar al rey castellano provocan el descontento de la población y su asesinato en 1237. Muhámmad ibn Nasr aprovecha la coyuntura para tomar sucesivamente, y a lo largo de 1238, Almería, Málaga y Granada donde fijará su nueva capital proclamándose rey, conocido como Muhámmad I.
Su entrada en Granada la realizará por la Puerta de Elvira proclamando Wa lā gāliba illā-llāh|Wa lâ Ghâlib illâ Allâh ('No hay otro vencedor que Alá'), frase que, además de dar origen a su sobrenombre: al-Gálib bi-l-Lah ('el victorioso por Dios'), se va a convertir en la divisa de la dinastía nazarí, que aparecerá repetida en todos los palacios nazaríes construidos en los dos siglos siguientes, comenzando por la propia Alhambra cuya construcción iniciará Muhámmad I sobre la fortaleza que ya dominaba la ciudad.
Con las conquistas de Granada, Almería y Málaga, Muhámmad I consigue el máximo dominio territorial que alcanzará la dinastía nazarí, aunque solo lo mantendrá durante 8 años ya que esta gran expansión territorial va a despertar el recelo de los reinos cristianos, especialmente del rey castellano Fernando III quien, en la primavera de 1244, conquista Arjona y, tras sitiar infructuosamente Granada durante 20 días, cerca la ciudad de Jaén hasta obligar a Muhámmad I a pactar, en 1246, la entrega de la ciudad, a declararse vasallo del rey cristiano con un pago de 150 000 maravedíes anuales y a prestarle ayuda militar a cambio de una tregua de 20 años.
La pérdida territorial supuso a la larga una ventaja para Muhámmad I puesto que le permitió dedicarse a fortalecer su reino sin la preocupación de posibles amenazas exteriores, ya que su vasallaje con Fernando III lo protegía no solo de los castellanos sino también de los aragoneses cuyo rey, Jaime I, fijó sus objetivos expansionistas en Valencia y las islas Baleares. El apoyo militar a que obligaba el acuerdo se hará efectivo en 1248 cuando el rey granadino puso a disposición de Fernando III un contingente de 500 jinetes que intervinieron de forma decisiva en la reconquista cristiana de Sevilla. El acuerdo de paz fue renovado a la muerte de Fernando III por su hijo, el rey Alfonso X el Sabio, quien nuevamente recibirá el apoyo militar de Granada en la conquista, en 1262, de la taifa de Niebla. En ese mismo año Muhámmad I intenta la conquista de Ceuta aunque fracasará estrepitosamente al sufrir una severa derrota.
El pacto con los castellanos va a romperse en 1264 cuando el Reino de Granada, tras la caída de la taifa de Niebla, pasa a ser el único objetivo de reconquista que le queda a Alfonso X y Muhámmad I busca nuevos aliados en los reyes benimerines que desde 1258 gobernaban parte del territorio del actual Marruecos. El envío de tropas y el apoyo del nazarí a los levantamientos mudéjares de Jerez y Murcia provocan que Alfonso X y Jaime I reaccionen enviando tropas que tras sofocar a los rebeldes pongan sitio a Granada aunque sufrirán una severa derrota.
La situación fue aprovechada por los gobernadores de Málaga y Guadix que, aunque parientes políticos de Muhámmad I, quien los había puesto al frente del ejército, se sienten desplazados por la llegada de los benimerines y en 1266 se sublevan y se declaran vasallos de Alfonso X. En respuesta Muhámmad I sitió Málaga durante tres meses y al no lograr su conquista llega a un acuerdo con el rey castellano-leonés por el cual, a cambio de un tributo de 250 000 maravedíes anuales y a la renuncia a Jerez y Murcia, lograba que Alfonso X no prestara apoyo alguno a los sublevados. El incumplimiento de lo pactado por parte de Alfonso X provoca que Muhámmad I apoye a los nobles castellanos que, encabezados por Nuño González de Lara, se rebelan en 1272 logrando a cambio el apoyo de estos en la toma de Antequera en ese mismo año.
En su aspecto religioso, y una vez que se adueñó de Granada, abandonó sus tendencias sufíes y ascéticas para apoyar la doctrina religiosa de rito malikí, la mayoritaria en todo el mundo musulmán magrebí. 
Establecida en 1238 la capitalidad del reino nazarí en Granada, el emir instaló su gobierno y residencia en el palacio local 'Badis b. Habus' (reconvertido en el S. XV Dar al-Horra). Ese mismo año, las fortificaciones existentes en el monte de la Sabika, se transformaron en los cimientos de la "alcazaba nueva o yadida" (La Alhambra), mejorando y levantando construcciones defensivas: la torre de la Vela y la torre del Homenaje. Bajo su reinado se inició la construcción de la zona palaciega de La Alhambra, que hasta entonces era estrictamente una estructura militar que defendía la ciudad de Granada, ampliando para ello el sistema de conducción de aguas procedentes del río Darro. 
Antes de morir, el 20 de enero de 1273 al caer de un caballo, dejó como heredero a su hijo primogénito Abu Abd Alah Muhámmad, conocido con el sobrenombre de al-Faqih ('el jurisconsulto'), que subió al trono con el nombre de Muhámmad II.